# 印度狗肝菜
印度狗肝菜（学名：Dicliptera bupleuroides）为爵床科狗肝菜属的植物。分布于阿富汗、喜马拉雅、泰国、孟加拉国、中南半岛、印度以及中国大陆的云南、贵州等地，生长于海拔800米至1,200米的地区，目前尚未由人工引种栽培。